# Острова российской Арктики

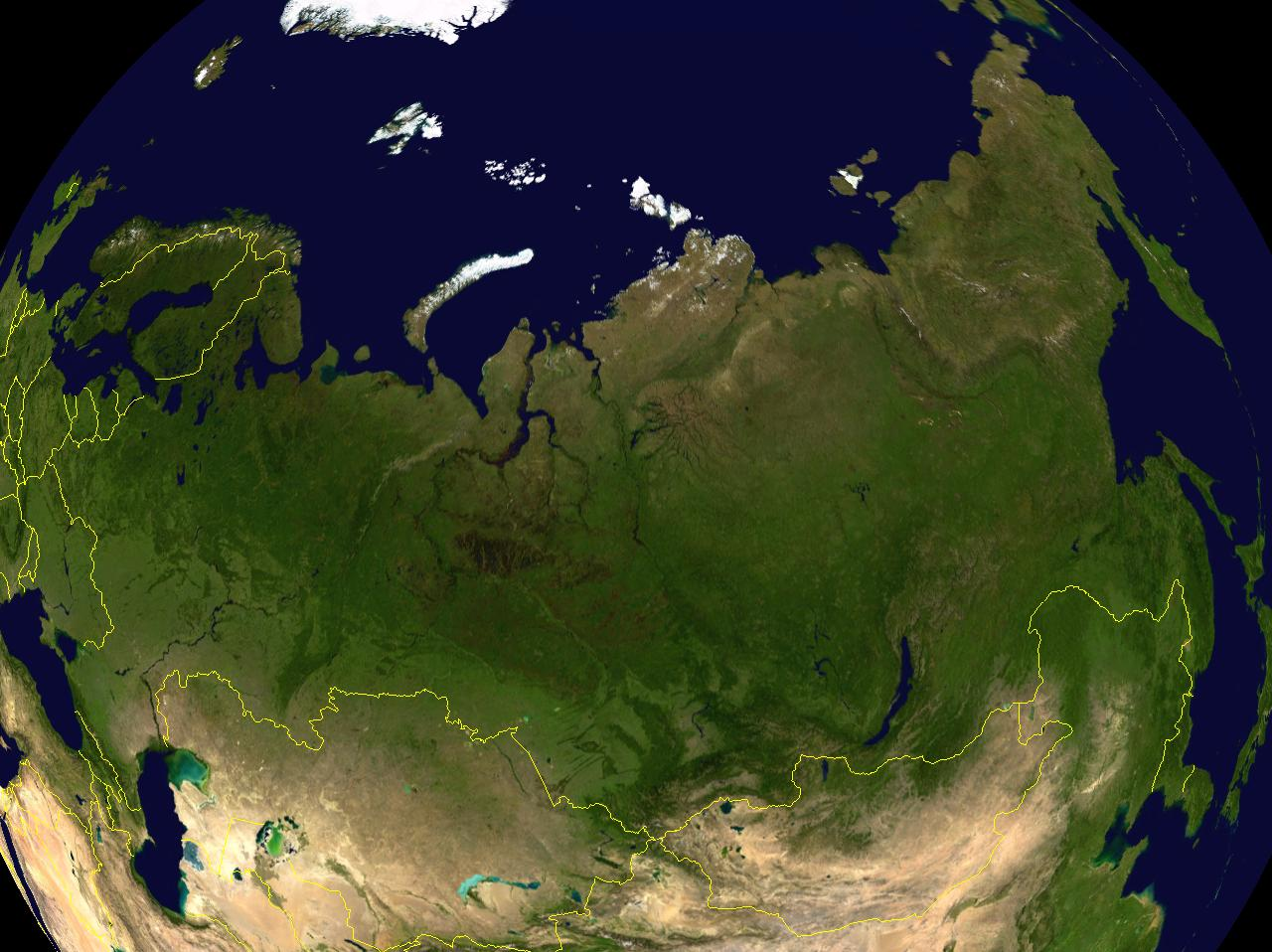
Спутниковый снимок

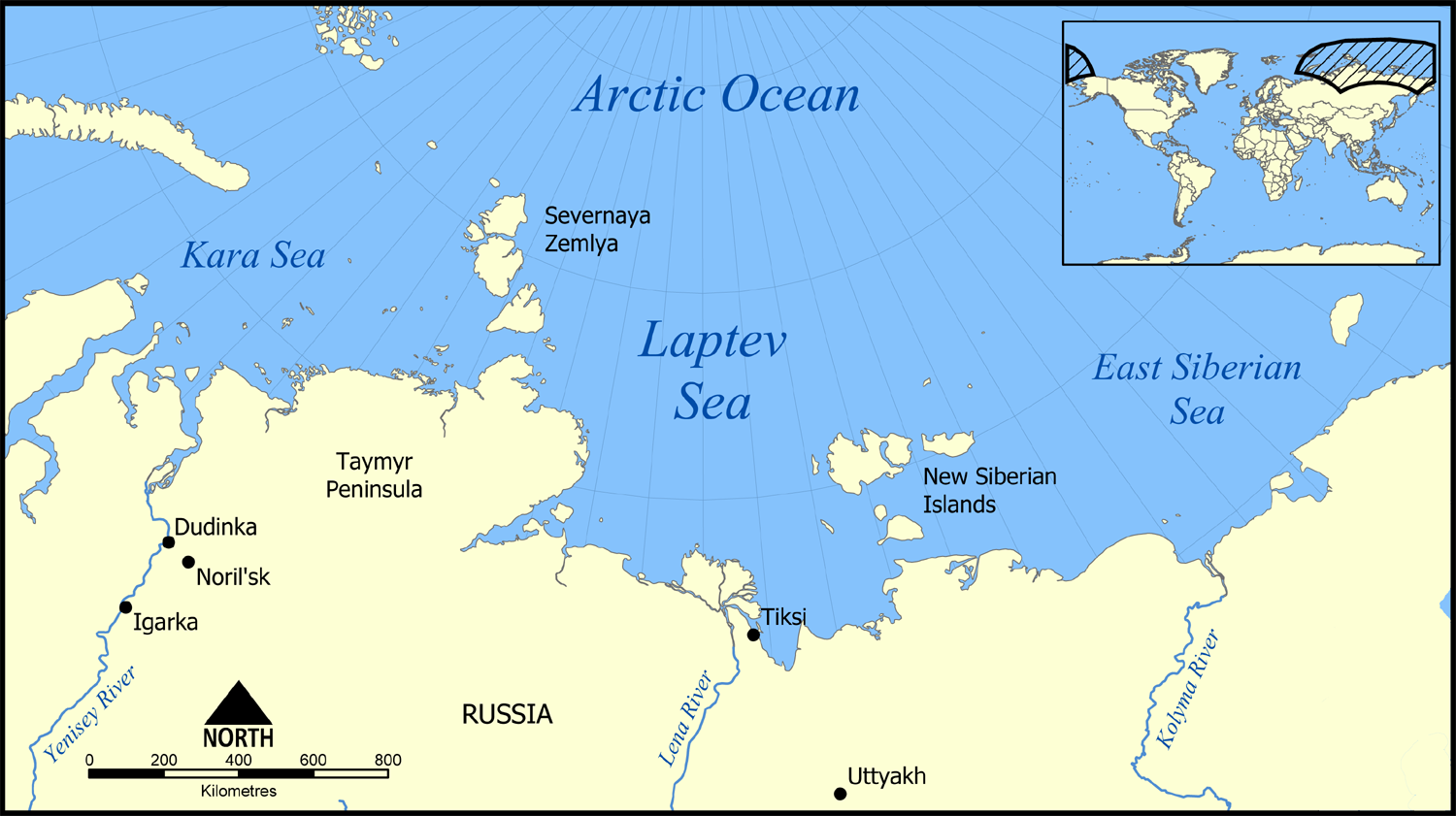
Карта российской Арктики

Список островов российской Арктики по регионам. В список попадают архипелаги и отдельно стоящие острова. Острова, входящие в архипелаги, перечисляются в соответствующих статьях. Совсем мелкие острова, скалы целесообразнее перечислять в статьях о близлежащих более крупных островах, или не упоминать вовсе.

## Мурманская область
- Айновские острова
- Кильдин
- Семь островов
- Лумбовский
- Великий

## Архангельская область

### Мезенский район
- Моржовец

### район Новая Земля
- Новая Земля

### Приморский район
- Виктория
- Земля Франца-Иосифа

## Ненецкий автономный округ

### Заполярный район
- Вайгач
- Долгий
- о-ва Камбальницкие Кошки
- Колгуев
- Корга

## Ямало-Ненецкий автономный округ

### Тазовский район
- Вилькицкого
- Неупокоева
- Олений
- о-ва Проклятые
- Шокальского

### Ямальский район
- Белый

## Красноярский край

### Таймырский Долгано-Ненецкий район
- о-ва Заповедник
  - о-ва Диксон-Сибиряковский
  - о-ва Карского моря: Свердруп, о-ва Арктического института, о-ва Известий ЦИК, Уединения, о-ва Сергея Кирова, о-ва Воронина, Таймыр, Колчака, шхеры Минина (Плавниковые острова и Колосовых) и другие более мелкие острова.
  - архипелаг Норденшельда
- Визе
- Ушакова
- о-ва Арктического института
- Северная Земля
  - о-ва Гейберга,
  - Малый Таймыр
  - о-ва Фаддея
- о-ва моря Лаптевых:
  - о-ва Комсомольской правды
  - Малый Бегичев
  - Малый Таймыр
  - Острова Петра
  - Старокадомского

## Якутия

### Анабарский долгано-эвенкийский национальный улус
- Большой Бегичев
- Песчаный

### Булунский улус
- Острова Дунай
- Муостах
- Новосибирские острова
  - Ляховские острова
  - о-ва Анжу
  - о-ва Де-Лонга
- о-ва Оленёкского Залива

### Нижнеколымский улус
- Медвежьи острова

### Усть-Янский улус
- острова Янского залива:
  - Макар
  - Шелонские острова
  - Ярок

## Чукотский автономный округ

### Восточный район
- Врангеля
- Геральд
- Колючин

### Чаунский район
- Айон
- Каркарпко
- о-ва Роутан
- Шалаурова